# Lepidochrysops coxii
Lepidochrysops coxii är en fjärilsart som beskrevs av Elliot C.G. Pinhey 1945. Lepidochrysops coxii ingår i släktet Lepidochrysops och familjen juvelvingar. Inga underarter finns listade i Catalogue of Life.